# 엑스턴트
《엑스턴트》(영어: Extant)는 2014년 7월 9일부터 2015년 9월 9일까지 CBS에서 방영된 SF 드라마이다.